# Szeklerlandet

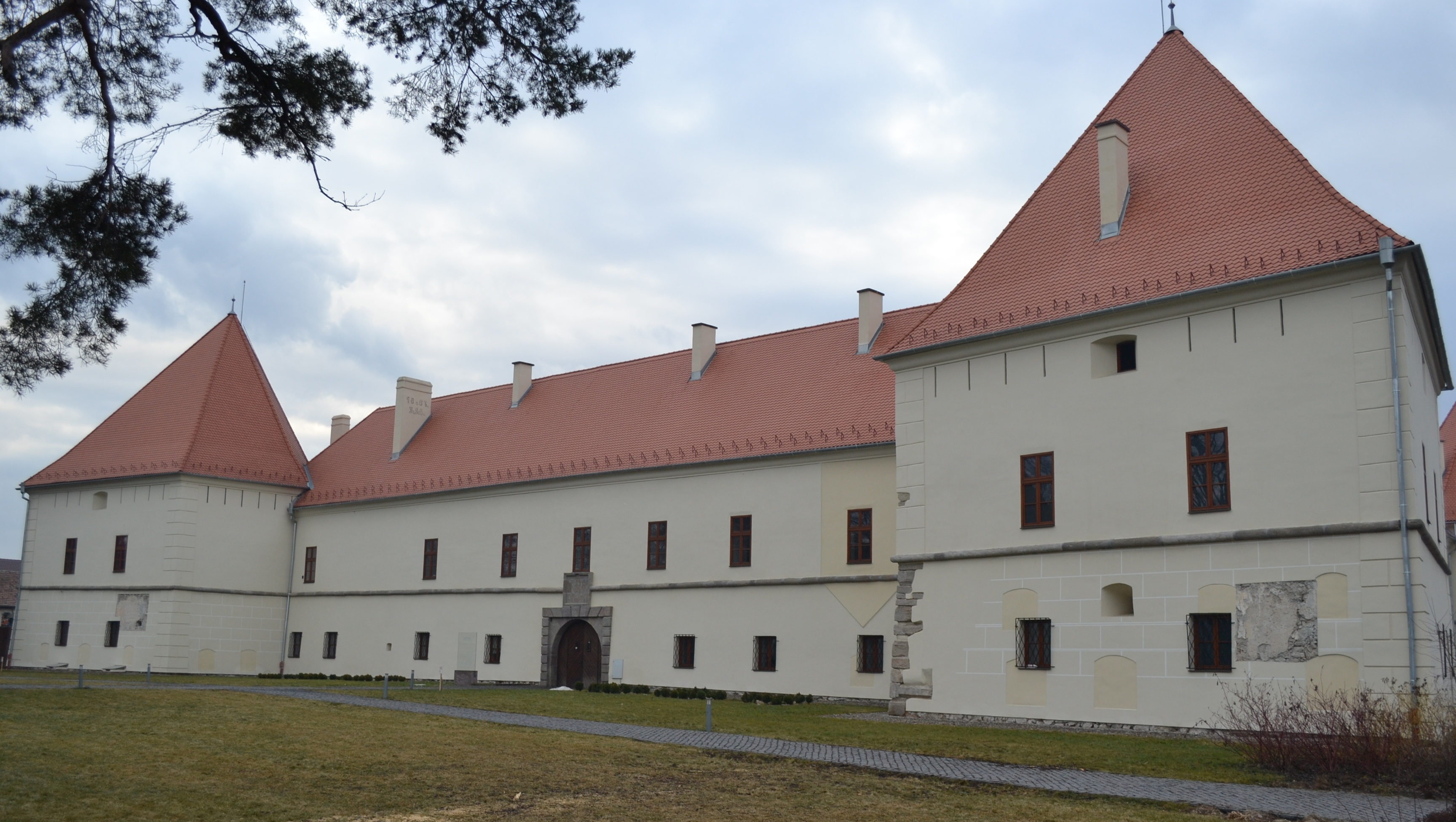
Slottet Mikó

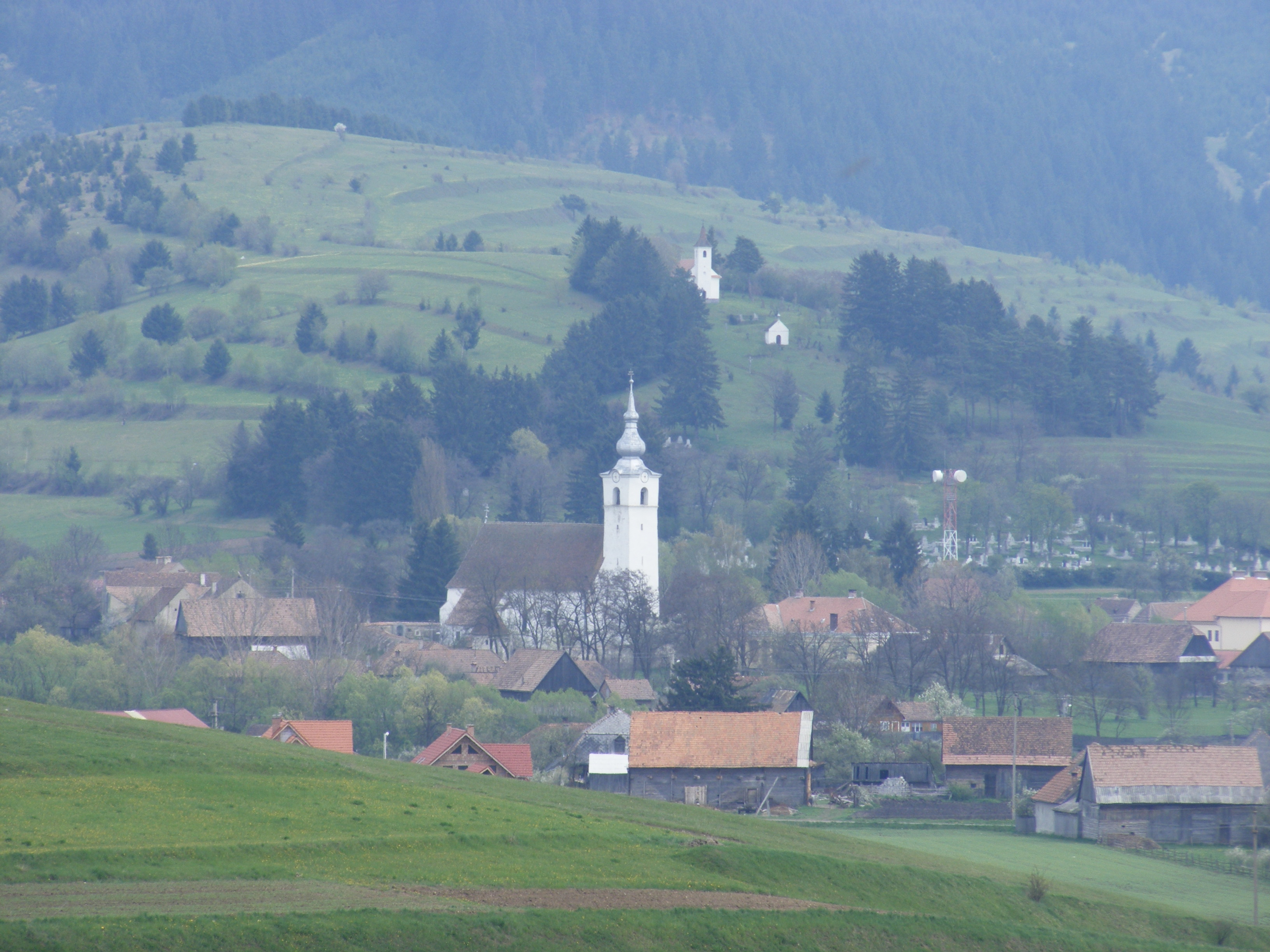
By i Seklerlandet.

Szeklerland (på ungerska Székelyföld; på rumänska Secuimea) är en region i centrala Rumänien. Det är känt som Székely-ungrarnas hem.

## Historia
Sedan 1920, tillsammans med resten av Transsylvanien, införlivat med Rumänien. Székelyföld var före freden i Trianon fullständigt förenat med Ungern. Historiskt sett har szeklerna åtnjutit en hög grad av självstyre som Kungariket Ungerns gränsvakter mot öst.

## Geografi

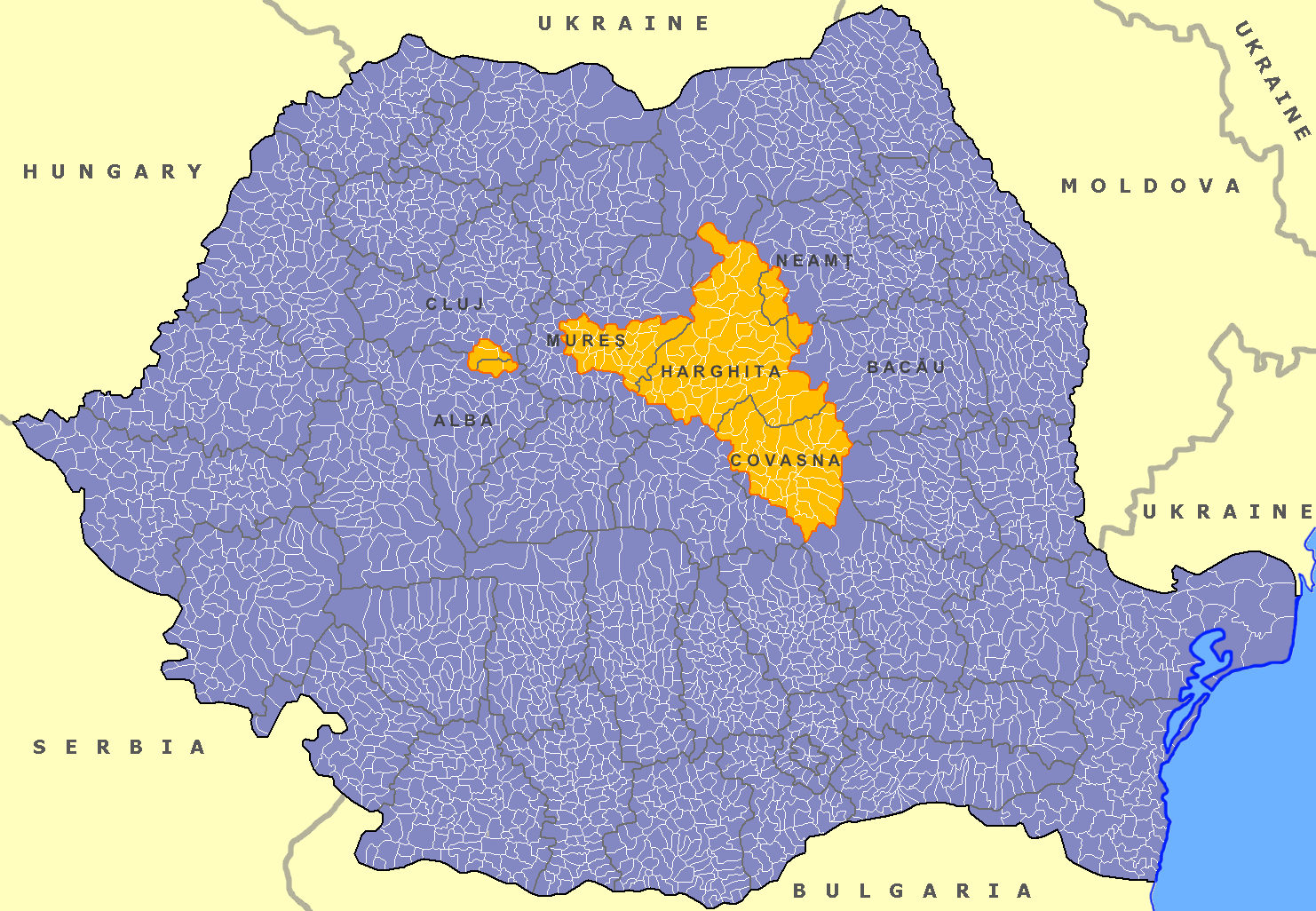
Seklerlandets läge i Rumänien.

Regionen är belägen i östra Transsylvanien, i bergskedjan Karpaternas sydöstra del. Székelyföld omfattar dagens län Harghita, Covasna och delar av Mureș. Regionens historiska centrum är Székelyudvarhely (Odorheiu Secuiesc, Oderhellen). Andra för regionen viktiga städer är Sepsiszentgyörgy (Sf. Gheorghe, Sankt Georgen), Miercurea Ciuc (Szeklerburg) samt Seklerlandets nu största stad Târgu Mureș.

## Befolkning
Den totala befolkningen är 808 739 (varav 609 739 är ungrare och 175 787 rumäner).
| Szekler uppdelat på län | Szekler uppdelat på län | Szekler uppdelat på län |
| Län                     | Antal                   | Andel                   |
| ----------------------- | ----------------------- | ----------------------- |
| Harghita                | 275 841                 | 84,61%                  |
| Covasna                 | 164 055                 | 73,81%                  |
| Mureș                   | 227 673                 | 39,26%                  |

## Kända Szekler-ungrare
- Tünde Fülöp
- Albert-László Barabási